# NGC 2649
NGC 2649 је спирална галаксија у сазвежђу Рис која се налази на NGC листи објеката дубоког неба.
Деклинација објекта је + 34° 43' 3" а ректасцензија 8h 44m 8,1s. Привидна величина (магнитуда) објекта NGC 2649 износи 12,3 а фотографска магнитуда 13,1. NGC 2649 је још познат и под ознакама UGC 4555, MCG 6-19-18, CGCG 179-22, IRAS 08409+3453, KARA 281, KUG 0840+348, PGC 24531.